# Française des Jeux (wielerploeg)/2010

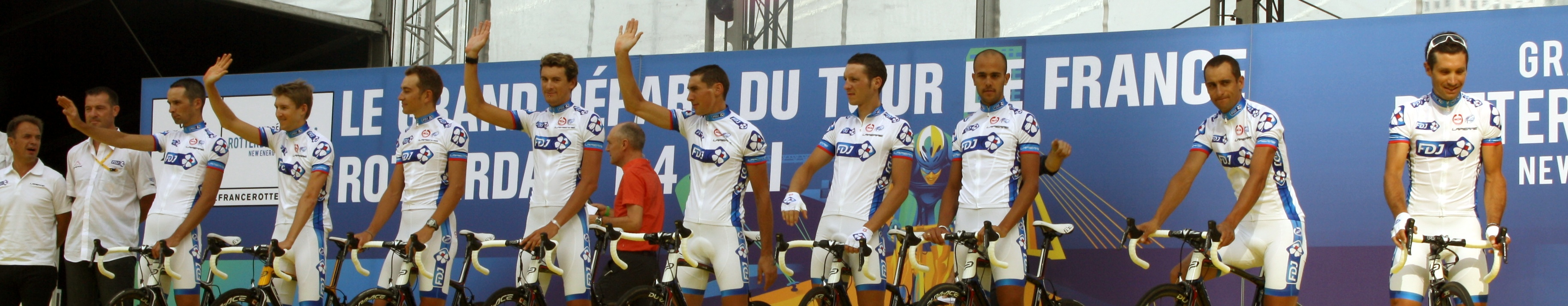
Française des Jeux-wielerploeg 2010

Dit is een overzicht van de samenstelling van de Française des Jeux-wielerploeg 2010.

## Algemeen
Sponsor: La Française des Jeux
Algemeen manager: Marc Madiot
Ploegleiders: Thierry Bricaud, Martial Gayant, Yvon Madiot, Franck Pineau
Fietsmerk: Lapierre
Materiaal en banden: Shimano, Hutchison

## Renners
| Naam                | Geboortedatum | Nationaliteit | Ploeg 2009              |
| ------------------- | ------------- | ------------- | ----------------------- |
| Olivier Bonnaire    | 02-03-1983    | Frankrijk     | Bouygues Télécom        |
| Sandy Casar         | 02-02-1979    | Frankrijk     |                         |
| Pierre Cazaux       | 07-06-1984    | Frankrijk     | Roubaix-Lille Metropole |
| Sébastien Chavanel  | 21-03-1981    | Frankrijk     |                         |
| Mikaël Cherel       | 17-03-1986    | Frankrijk     |                         |
| Rémy Di Grégorio    | 31-07-1985    | Frankrijk     |                         |
| Aurélien Duval      | 29-06-1988    | Frankrijk     |                         |
| Arnaud Gérard       | 06-10-1984    | Frankrijk     |                         |
| Anthony Geslin      | 09-06-1980    | Frankrijk     |                         |
| Tim Gudsell         | 17-02-1984    | Nieuw-Zeeland |                         |
| Frédéric Guesdon    | 14-10-1971    | Frankrijk     |                         |
| Jawhen Hoetarovitsj | 29-11-1983    | Wit-Rusland   |                         |
| Matthieu Ladagnous  | 12-12-1984    | Frankrijk     |                         |
| Christophe Le Mével | 11-09-1980    | Frankrijk     |                         |
| Gianni Meersman     | 05-12-1985    | België        |                         |
| Francis Mourey      | 08-12-1980    | Frankrijk     |                         |
| Yoann Offredo       | 12-11-1986    | Frankrijk     |                         |
| Thibaut Pinot       | 29-05-1990    | Frankrijk     | beloften                |
| Anthony Roux        | 18-04-1987    | Frankrijk     |                         |
| Jérémy Roy          | 22-06-1983    | Frankrijk     |                         |
| Wesley Sulzberger   | 20-10-1986    | Australië     |                         |
| Benoît Vaugrenard   | 05-01-1982    | Frankrijk     |                         |
| Jussi Veikkanen     | 29-03-1981    | Finland       |                         |
| Arthur Vichot       | 26-11-1988    | Frankrijk     | beloften                |

## Belangrijke overwinningen
| Grote Prijs De Ster winnaar: Francis Mourey NK Frankrijk Veldrijden: Francis Mourey Ronde van de Middellandse Zee 1e etappe: Jawhen Hoetarovitsj 2e etappe: Jussi Veikkanen 3e etappe: Jawhen Hoetarovitsj Ronde van de Algarve 1e etappe: Benoît Vaugrenard | Ronde van de Haut-Var 2e etappe: Christophe Le Mével eindklassement: Christophe Le Mével Tro Bro Léon Winnaar: Jérémy Roy Vierdaagse van Duinkerke 5e etappe: Benoît Vaugrenard Omloop van Lotharingen 1e etappe: Jawhen Hoetarovitsj 5e etappe: Anthony Roux | Grote Prijs van Plumelec Winnaar: Wesley Sulzberger NK Finland Wegwedstrijd: Jussi Veikkanen Ronde van Frankrijk 9e etappe: Sandy Casar Ronde van Polen 3e etappe: Jawhen Hoetarovitsj Ronde van Spanje 2e etappe: Jawhen Hoetarovitsj |

1997 · 1998 · 1999 · 2000 · 2001 · 2002 · 2003 · 2004 · 2005 · 2006 · 2007 · 2008 · 2009 · 2010 · 2011 · 2012 · 2013 · 2014 · 2015 · 2016 · 2017 · 2018 · 2019 · 2020 · 2021 · 2022 · 2023 · 2024 · 2025
AG2R-La Mondiale · Astana · Caisse d'Epargne · Euskaltel-Euskadi · Footon-Servetto-Fuji · Française des Jeux · Team Garmin-Transitions · Team HTC-Columbia · Katjoesja · Lampre-Farnese Vini · Liquigas-Doimo · Team Milram · Omega Pharma-Lotto · Quick·Step · Rabobank · Team RadioShack · Team Saxo Bank · Team Sky